# Far Away
„Far Away” (en.: Departe) este o melodie compusă de Leonid Șirin și Iuri Vasciuk și interpretată de formația 3+2, care a reprezentat decizia inițială a Belarusului pentru participarea la Concursul Muzical Eurovision 2010.
Melodia participase la competiția Musical Court, organizată de televiziunea ONT, care era planificată ca procedeu de alegere a reprezentantului Belarusului la Concurs înainte de cererea respinsă a ONT de aderare la Uniunea Europeană de Radio-Televiziune.
Pe 19 martie 2010, BTRC, televiziunea bielorusă, a anunțat că 3+2 și-a schimbat cântecul pentru concurs. Au cântat „Butterflies” în prima semifinală, pe 25 mai 2010, calificându-se în finala de pe 29 mai 2010, în care s-au clasat pe locul 24.